# Vue.js
Vue.js(간단히 Vue, /vjuː/, 뷰/view)는 웹 애플리케이션의 사용자 인터페이스를 만들기 위해 사용하는 오픈 소스 프로그레시브 자바스크립트 프레임워크이다. 다른 자바스크립트 라이브러리를 사용하는 웹 애플리케이션 프로젝트에 Vue.js를 도입하기 쉽게 설계되어 있는데, 이는 Vue.js가 점진적으로 채택할 수 있게 설계되어 있기 때문이다. 한편 Vue.js는 고성능의 싱글 페이지 애플리케이션(SPA)을 구축하는데 이용가능하다.

## 개요
Vue.js는 웹 개발을 단순화하고 정리하기 위해 개발된 대중적인 자바스크립트 프론트엔드 프레임워크이다.
이 프로젝트는 웹 UI 개발(컴포넌트, 선언형 UI, 핫 리로딩, 타임 트래블 디버깅 등)의 아이디어를 더 접근 가능하도록 만드는데 초점을 둔다. 덜 독선적이도록 시도하고 있기 때문에 개발자들이 익히기에 더 쉽다.
점진적으로 채택 가능한 구조를 갖추고 있다. 코어 라이브러리는 선언형 렌더링과 컴포넌트 구성에 초점을 두며 기존 페이지에 임베드가 가능하다. 라우팅, 상태 관리, 빌드 도구화와 같이 복잡한 애플리케이션에 필요한 고급 기능들은 공식적으로 유지 보수되는 지원 라이브러리와 패키지를 통해 제공된다.
일반 적용 당시 'ref' 변형코드를 다시 짓는다

## 역사
Vue는 수많은 프로젝트에서 AngularJS를 사용하여 구글을 위해 작업하던 Evan You에 의해 개발되었다. 나중에 그는 그의 생각을 요약하였다: "내가 Angular에 대해 정말 좋았던 부분을 뽑아낸 다음 추가적인 모든 개념을 동반하지 않고 무언가를 정말 가볍게 만들어보면 어떨까? 하고 생각했습니다." Vue는 원래 2014년 2월 출시되었다. 이 프로젝트는 첫 출시 당일 해커 뉴스, 에코 JS, /r/javascript 서브레딧에 게시되었다. 하루가 지나지 않아 이 프로젝트는 해당 3개의 사이트의 첫 페이지에서 다루어진 것이다.
최근에 Vue는 깃허브 스타 카운트가 빠른 속도로 올라가고 있으며 일반적으로 깃허브의 가장 대중적인 오픈 소스 프로젝트들에 속하게 되었으며 리액트에 이어 2번째로 대중적인 자바스크립트 프레임워크/라이브러리로 되었다. Backbone.js와 같은 다른 오래되고 더 잘 확립된 라이브러리들을 앞질렀으며 심지어는 2017년에는 jQuery(44,104)와 Angular 1.x (56,230)를 앞질렀다.

### 버전
| 버전 | 출시일           | 제목                       | LTS 종료일          | 수명 종료일         |
| ---- | ---------------- | -------------------------- | ------------------- | ------------------- |
| 3.2  | 2021년 8월 5일   | Quintessential Quintuplets |                     |                     |
| 3.1  | 2021년 6월 7일   | Pluto                      |                     |                     |
| 3.0  | 2020년 9월 18일  | One Piece                  |                     |                     |
| 2.7  | 2022년 7월 1일   | Naruto                     | 2023년 12월 31일    | 2023년 12월 31일    |
| 2.6  | 2019년 2월 4일   | Macross                    | 2022년 3월 18일     | 2023년 9월 18일     |
| 2.5  | 2017년 10월 13일 | Level E                    |                     |                     |
| 2.4  | 2017년 7월 13일  | Kill la Kill               |                     |                     |
| 2.3  | 2017년 4월 27일  | JoJo's Bizarre Adventure   |                     |                     |
| 2.2  | 2017년 2월 26일  | Initial D                  |                     |                     |
| 2.1  | 2016년 11월 22일 | Hunter X Hunter            |                     |                     |
| 2.0  | 2016년 9월 30일  | Ghost in the Shell         |                     |                     |
| 1.0  | 2015년 10월 27일 | Evangelion                 |                     |                     |
| 0.12 | 2015년 6월 12일  | Dragon Ball                |                     |                     |
| 0.11 | 2014년 11월 7일  | Cowboy Bebop               |                     |                     |
| 0.10 | 2014년 3월 23일  | Blade Runner               |                     |                     |
| 0.9  | 2014년 2월 25일  | Animatrix                  |                     |                     |
| 0.8  | 2014년 1월 27일  | 빈칸                       | 최초 버전 정식 발표 | 최초 버전 정식 발표 |
| 0.7  | 2013년 12월 24일 | 빈칸                       |                     |                     |
| 0.6  | 2013년 12월 8일  | VueJS                      |                     |                     |

## 지원 라이브러리
- vue-router[31]
- vuex[32]
- vue-loader[33]
- vueify[34]
- vue-cli[35]
- vue-jstree
- vue-sys

## 같이 보기
- AngularJS
- 자바스크립트 프레임워크
- 자바스크립트 라이브러리